# Czyżykowo (Tczew)
Czyżykowo – osiedle miasta Tczewa, położone na południe od centrum miasta, graniczące od strony wschodniej bezpośrednio z Wisłą. Umownie za rejon osiedla Czyżykowo przyjmuje się obszar ograniczony od wschodu Wisłą, od zachodu ulicami Bałdowską i Jarosława Iwaszkiewicza, od północy ulicami Krasińskiego i Czyżykowską, aż do południowej granicy miasta do wsi Bałdowo i Knybawa. Czyżykowo zostało włączone w obszar miejski Tczewa 1 kwietnia 1908 r.

## Historia do II wojny światowej
Wieś Czyżykowy istniała już w XIV w., do dzisiaj zachowały się budynki dawnej wsi pochodzące z XIX w., wybudowane z charakterystycznej czerwonej cegły. Budynki znajdują się w okolicach ulic Czyżykowskiej, Gen. Henryka Dąbrowskiego i Polnej. W dawnym parowie przy ul. Czyżykowskiej znajduje się ceglany budynek dawnej, wiejskiej szkoły podstawowej (obecnie budynek mieszkalny). Historycznie wieś Czyżykowo składała się z dwóch lokalizacji, bliżej Tczewa, wzdłuż obecnej ulicy Czyżykowskiej istniało tzw. Małe Czyżykowo (niem. Klein Zeisgendorf, pol. Czyżykówko), a wzdłuż dzisiejszej ulicy Polnej, w kierunkach ulic Czyżykowskiej i Konarskiego tzw. Duże Czyżykowo (niem. Gros Zeisgendorf). Najstarszym zachowanym budynkiem z Małego Czyżykowa jest całkowicie drewniany budynek przy ul. Czyżykowskiej 1 (budynek ma prawie 200 lat). Z racji bogatych zasobów gliny, w okolicy obecnych garaży przy ul. Ceglarskiej już od XIV w. funkcjonowała cegielnia (mówi się nawet o kilku cegielniach na terenie Czyżykowa i Knybawy). Z zachowanych dokumentów archiwalnych wiadomo, że produkowano tam między innymi: cegły dla miasta Gdańska (w latach 1379–1381) i Zamku Krzyżackiego w Malborku (w latach 1413–1414), dachówki dla Kościoła Mariackiego w Gdańsku (w latach 1320–1330) i dla Zamku Krzyżackiego w Malborku (w 1412 r.). Cegielnia istniała jeszcze na przełomie XIX i XX w. W średniowieczu istniał we wsi dwór krzyżacki, którego dokładna lokalizacja nie jest znana. Być może kontynuacją lokalizacyjną dworu był majątek ziemski na Czyżykowie, który istniał do połowy XX w. Pozostały po nim pojedyncze zabudowania i część ceglanego ogrodzenia. Najokazalszym budynkiem, który pozostał po majątku jest dawny spichlerz przy ul. Ceglarskiej (niedaleko Wisły), przebudowany obecnie na mieszkalny budynek wielorodzinny. Pałacyk majątku uległ spaleniu w 1945 r. U zbiegu ulic Czyżykowskiej i Pułaskiego znajduje się boisko, którego wyniesiony teren był dawnym szańcem obronnym Tczewa. Na terenie szańca obronnego oraz w okolicach Czyżykowa toczona była bitwa pod Tczewem w 1807 r. pomiędzy wojskami napoleońskimi, a oddziałami pruskimi w czasie wojen napoleońskich. Na terenie boiska znajdował się cmentarz baptystów (obecnie rosną tam wysokie drzewa).

## Historia po 1945
Po II wojnie światowej dynamiczny rozwój Tczewa stworzył zapotrzebowanie na lokalizację nowego osiedla o zabudowie wielorodzinnej. Postanowiono wykorzystać naturalną drogę rozwoju Tczewa wzdłuż Wisły, gdzie najbliższą lokalizacją nadwiślańską były okolice wsi Czyżykowo. Pierwsze budynki nowego osiedla powstały na początku lat 60. XX w. wzdłuż ul. Konarskiego i lokalizacyjnie były kontynuacją budowy osiedla według niemieckiego projektu powstałego w latach 1940–1945, które to z kolei było kontynuacją przedwojennej zabudowy ulicy Staszica i Bałdowskiej. Budynkami wielorodzinnymi zabudowano prawie całą naturalną skarpę nadwiślańską ograniczoną, patrząc obecnie, ulicami Nadbrzeżną, Czyżykowską i niecką nadwiślańską (określaną obecnie jako „niecka na Czyżykowie”). Od 1965 r. zaczęły kursować autobusy komunikacji miejskiej łącząc Czyżykowo z centrum miasta (obecny Plac Hallera) i dworcem PKP. Do 1976 r. nie było obecnie istniejącej pętli autobusowej, gdyż autobusy jeździły ul. Nowowiejską, skręcały w ul. Czyżykowską i wracały obecną ul. Starowiejską.

## Osiedle obecnie
Obecnie na osiedlu Czyżykowo znajduje się pętla autobusowa, gospodarstwo ogrodnicze z magazynami do przechowywania owoców (Czyżykowo wybudowanie), dwie szkoły podstawowe, trzy szkoły ponadpodstawowe, a w kierunku na Bałdowo znajdują się nowe zakłady przemysłowe (m.in. Huber Suhner). Na terenie dawnych bagien, a obecnej niecki znajdują się tereny rekreacyjne. Przez Czyżykowo, wzdłuż Wisły, przebiega ścieżka rowerowa z nowym mostem nad rzeczką Drybok (zwaną także Strugą Subkowską). Wzdłuż ulicy Bałdowskiej, za działkami planowana jest budowa nowego osiedla.